# Gli asparagi e l'immortalità dell'anima
Gli asparagi e l'immortalità dell'anima è una raccolta di racconti umoristici del narratore, giornalista e drammaturgo italiano Achille Campanile, edita da Rizzoli nel 1974. Comprende 38 racconti scritti tra il 1925 e l'anno di pubblicazione, il decimo dei quali dà il titolo al libro.

## Racconti
1. Pantomima
2. La modella
3. Lo sciatore
4. Le regge abbandonate
5. Il celebre scrittore
6. Paganini non ripete
7. Barnaba
8. Ferragosto
9. Il trumeau
10. Asparagi e immortalità dell'anima
11. I suoi capelli biondi (romanza senza parole)
12. Dal parrucchiere
13. L'attrazione del vuoto
14. Il biglietto da visita
15. Il moroso
16. Avventura di viaggio
17. L'abisso
18. Gazzettino natalizio
19. L'omeostato
20. La squadriglia della morte
21. Centenari, o: Il racconto del capitano Horn
22. Pazzi
23. Moglie e marito
24. La famiglia affezionata
25. La cartolina
26. La cura dell'uva
27. Il trovatello
28. Le miniere artificiali
29. Il telefono
30. Il freddo
31. Il segreto
32. La malignità
33. L'apostolo
34. La pratica
35. Angelo con le ghette
36. Contro l'insonnia
37. Un'impresa colossale
38. Le seppie coi piselli

## Edizioni
- Achille Campanile, Gli asparagi e l'immortalità dell'anima, collana La Scala, Milano, Rizzoli, 1974.
- Achille Campanile, Gli asparagi e l'immortalità dell'anima, collana BUR, n. 220, Milano, Rizzoli, 1978.
- Achille Campanile, Asparagi e immortalità dell'anima, collana BUR. Opere di Achille Campanile, introduzione di Silvio Perrella, n. 2, Milano, Rizzoli, 1999, ISBN 88-17-68043-5.
- Achille Campanile, Asparagi e immortalità dell'anima, collana BUR Narrativa, introduzione di Silvio Perrella, Milano, Rizzoli, 2004, ISBN 88-17-68043-5.
- Achille Campanile, Gli asparagi e l'immortalità dell'anima, prefazione di Francesco Piccolo, Torino, UTET, 2006, ISBN 8802074550.
- Achille Campanile, Asparagi e immortalità dell'anima, collana BUR Narrativa, introduzione di Silvio Perrella, Milano, Rizzoli, 2010, ISBN 978-88-17-68043-1.